# Noctourniquet
Noctourniquet je šesté a poslední studiové album americké rockové skupiny The Mars Volta. Album vyšlo v březnu 2012 u vydavatelství Warner Bros. Records, producentem byl frontman skupiny Omar Rodriguez-Lopez. Jde o jediné album skupiny, na kterém se podílel bubeník Deantoni Parks.

## Seznam skladeb
| Pořadí | Název                                | Délka |
| ------ | ------------------------------------ | ----- |
| 1.     | The Whip Hand                        | 4:49  |
| 2.     | Aegis                                | 5:11  |
| 3.     | Dyslexicon                           | 4:22  |
| 4.     | Empty Vessels Make the Loudest Sound | 6:43  |
| 5.     | The Malkin Jewel                     | 4:44  |
| 6.     | Lapochka                             | 4:16  |
| 7.     | In Absentia                          | 7:26  |
| 8.     | Imago                                | 3:58  |
| 9.     | Molochwalker                         | 3:33  |
| 10.    | Trinkets Pale of Moon                | 4:25  |
| 11.    | Vedamalady                           | 3:54  |
| 12.    | Noctourniquet                        | 5:39  |
| 13.    | Zed and Two Naughts                  | 5:36  |

## Obsazení
- Omar Rodríguez-López – kytara, klávesy, syntezátory, baskytara
- Cedric Bixler-Zavala – zpěv
- Juan Alderete – baskytara
- Deantoni Parks – bicí